# Беркли, Морис, 2-й барон Беркли
Морис де Беркли (англ. Maurice de Berkeley; апрель 1271 — 31 мая 1326, замок Уоллингфорд, Оксфордшир, Королевство Англия) — английский аристократ, 2-й барон Беркли с 1321 года. Участвовал в войнах с Францией и Шотландией.

## Биография
Морис де Беркли принадлежал к рыцарскому роду, представители которого сосредоточили в своих руках обширные владения в Глостершире и южной части Валлийской марки. Он родился в апреле 1271 года в семье Томаса де Беркли и Джоан де Феррерс. Томаса начиная с 1283 года вызывали в парламент как лорда. С 1295 года и Морис получал такие вызовы, но неясно, заседал ли он в парламенте в этот период. В 1308 году Морис стал бароном Беркли в собственном праве, а в 1321 году, после смерти отца, унаследовал семейные владения и стал 2-м бароном Беркли.
В составе свиты Эмера де Валенса, 2-го графа Пембрука, Беркли участвовал в ряде походов в Шотландии и во Франции. В 1314 году он сражался с шотландцами при Бэннокбёрне и смог спастись бегством (его отец и брат Томас попали в плен). В 1315—1316 годах Морис был комендантом Бервика, в 1316 году благодаря влиянию Пембрука получил должность юстициария Южного Уэльса. В этом качестве он в том же году совместно с Роджером Мортимером и Джоном Черлтоном осаждал Бристоль, восставший против Бартоломью Бэдлсмира.
В 1316 или 1317 году Беркли женился на Изабель де Клер — представительнице одного из самых влиятельных магнатских родов Англии. Ей на тот момент было больше 50 лет, но Морис приобрёл благодаря этому браку поместья с годовым доходом 100 фунтов стерлингов, а также теоретические права на часть огромного наследства. Последний мужчина из старшей ветви де Клеров, единокровный брат Изабель, погиб в 1314 году. Его отец Гилберт де Клер, 7-й граф Глостер, готовясь жениться на дочери короля Эдуарда I, специальным документом лишил прав на семейные владения своих детей от первого брака, включая Изабель. Беркли рассчитывал добиться пересмотра этого акта, опираясь на поддержку Пембрука — родственника Клеров по материнской линии и влиятельного придворного. Однако граф не встал на его сторону. В итоге наследство Клеров было разделено между тремя единокровными сёстрами Изабель, а её права были проигнорированы.